# مرگ کوروش بزرگ

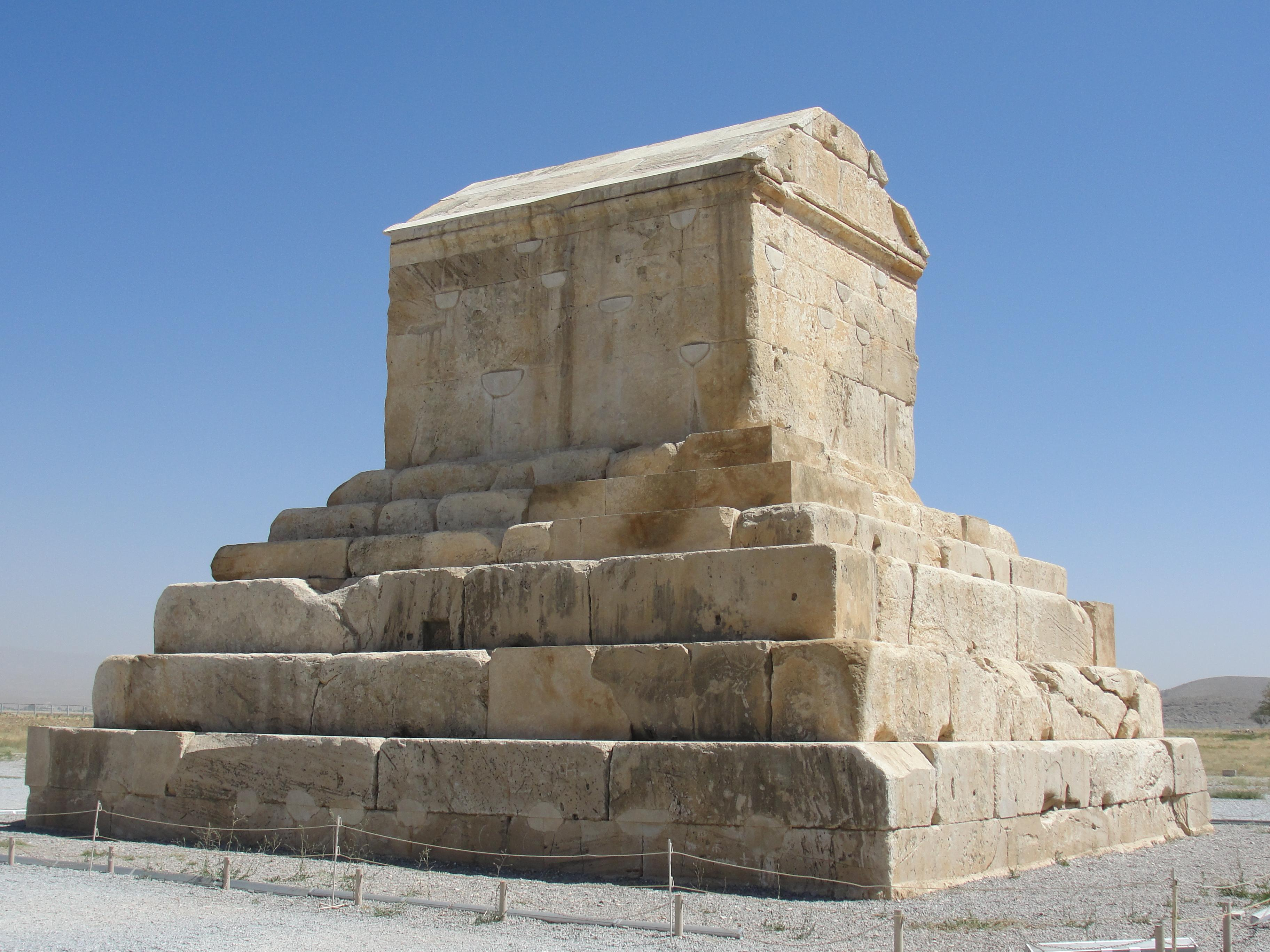
آرامگاه کوروش بزرگ

مرگ کوروش بزرگ در حدود سال ۵۲۹ پیش از میلاد، در سال بیست‌وهشتم یا سی‌اُم سلطنت او بر انشان و بیست‌ودوم پس از فتح پادشاهی ماد اتفاق افتاد. روایات مختلفی دربارهٔ مرگ کوروش وجود دارد. بیشتر تاریخ‌دانانی که در مورد مرگ او نوشته‌اند آن را در جنگ با یکی از طوایف سکایی در شمال‌شرق ایران گزارش کرده‌اند. اما در مورد نام قومی که کوروش در جنگ با آنان کشته شده یا زخمی و بر اثر جراحت آن کشته شد، اختلاف است. هرودوت آن را ماساگت نامیده، کتزیاس دربیک و برس کلدانی هم دها، که هر سه از اقوام ایرانی سکایی بوده که در فاصلهٔ گرگان تا ورای دریاچهٔ خوارزم و سیردریا سکونت داشته‌اند. نتیجهٔ جنگ هم مشخص نیست. به‌گفتهٔ هرودوت سپاه کوروش شکست خورد، به‌گفتهٔ کتزیاس با کمک یکی از اقوام سکایی پیروز شد و هردوت می‌گوید کوروش بایک راهبردی که در یک پادگان که نیروهای کوروش در آن اقامت داشتند در حملهٔ ماساگت‌ها به شکل ساختگی فرار کرده و در آن شراب‌های بسیاری به عنوان غنیمت بجا گذاشته سربازان ماساگت نوشیده و از حال خود خارج شده‌اند و در حملهٔ کوروش نیروهای مست شکست می‌خورند. هرودوت می‌نویسد این نبرد، خونین‌ترین جنگی بود که توسط «بربرها» صورت گرفته بود. بنابر گزارش مورخان یونانی، کوروش در جنگ با ماساگت‌ها ۲۰۰ هزار مرد جنگی را از دست داد.
از نگاه داندامایف داستان‌های روایت‌شده توسط مورخان یونانی بیشتر از آنکه شرح یک رویداد واقعی باشند، رنگ و بوی یک رمان را دارند. اگرچه حقیقت دقیق مرگ کوروش را نمی‌دانیم، اما مشخص است که او در پاسارگارد دفن شده‌است. این حقیقت ممکن است که گفته‌های هرودوت را دروغ جلوه دهد اما ممکن است جنازهٔ کوروش از دشمن پس گرفته شده و به پایتخت آورده شده باشد. ریچارد فرای می‌گوید احتمالاً داستان هرودوت ساختگی است، اما گرفتن آسیای میانه توسط کوروش صحیح است زیرا دورترین شهری که در سغد وجود دارد، سایرس‌چَتا (سایروپولیس) نام دارد که گستردگی فتوحات شرقی او را ثابت می‌کند. کتزیاس می‌گوید که کمبوجیه باگاپاتس - یکی از درباریان - را همراه جسد کوروش به مراسم دفن فرستاده‌است.
انتقال پیکر کوروش، یکی دیگر از نشانه‌های نادرست بودن جنگ کوروش با ماساگت‌هاست؛ زیرا اگر تهم‌رییش، کوروش را کشته و سر او را بریده باشد، چگونه هخامنشیان توانسته‌اند با سپاهی شکست‌خورده جسد را از آنان پس بگیرند و آن را به درون قسمت‌های داخلی ایران وارد کنند؟
در دوازدهم اوت ۵۳۰ پیش از میلاد، زنی بابلی به نام «بورسیپه» زمینی را در نزدیکی دروازهٔ سنگ‌براق به نام یکی از خویشاوندانش کرد. تاریخ این لوحی گلی که به دبیرهٔ میخی اکدی نوشته شده بود، «نهمین سال کوروش، شاه کشورها» را نشان می‌داد. در سی‌ویکم همین سال در پایتخت بابل، مردی بابلی الاغش را فروخت. تاریخ این لوح مربوط به «سال آغاز فرمانروایی کمبوجیه، شاه کشورها» ست. این دو سند که در ظاهر اهمیت چندانی ندارند، در واقع نشان می‌دهند که کوروش در فاصلهٔ میان ۱۲ تا ۳۱ اوت سال ۵۳۰ پیش از میلاد درگذشته‌است یا حداقل، خبر درگذشت وی و بر تخت‌نشینی کمبوجیه در این تاریخ به بابل رسیده‌است.

## روایت هرودوت

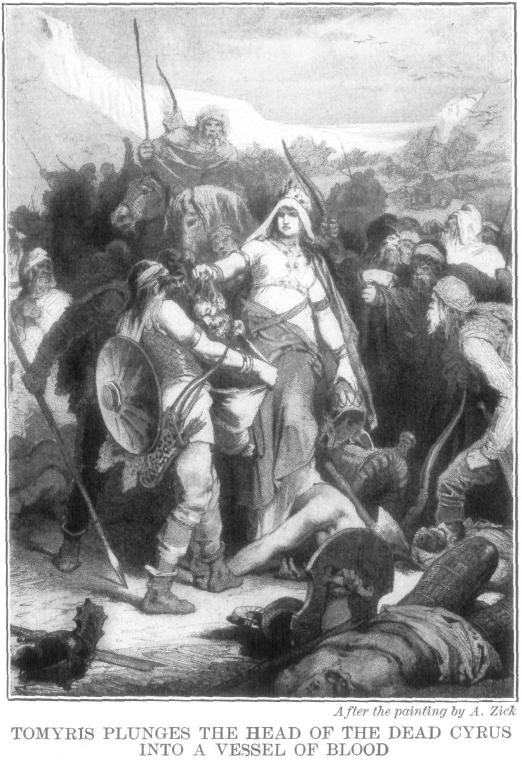
هرودوت کشته شدن کوروش بزرگ در جنگ با ماساژت‌ها را محتمل‌ترین واقعه می‌داند. این نگاره، اثر الکساندر زیک، بردن سر کوروش نزد تهم‌رییش را به تصویر کشیده‌است.

هرودوت مورخ یونانی نوشته که کوروش پس از آن‌که بابل را فتح کرد برای مطیع کردن اقوام ایرانی ماساژت که در شرق رود آراکس (سیحون) سکونت داشتند لشکرکشی کرد. وی ابتدا به فرمان‌روای ماساژت‌ها تهم‌رییش («تُمیریس) که بیوهٔ پادشاه سابقشان بود پیشنهاد ازدواج داد اما او که دانست مقصود کوروش تسلط بر سرزمین اوست نپذیرفت و کورش به قصد جنگ با او به سوی سیحون حرکت کرد. او در ابتدا با حیلهٔ جنگی توانست یک‌سوم سپاه ماساژت‌ها را نابود کند اما تهم‌رییش با جمع‌آوری تمام قوای خود به او حمله‌ور شد و در جنگی سنگین به پیروزی رسید. بیشتر سپاه کورش نابود شده و او نیز کشته شد. هرودوت با اشاره به اینکه حکایات متعددی در مورد مرگ کوروش مطرح است و او آن که به حقیقت نزدیک‌تر است را انتخاب کرده مشخص می‌کند که خود نیز از صحت آن مطمئن نبوده‌است.
هرودوت می‌نویسد، راجع به در گذشت کوروش روایات مختلف است اما من شرحی را که بیشتر در نظرم معتبر می‌نماید نقل می‌کنم. کوروش در آخرین نبرد خود به قصد سرکوب قوم ماساگت (ماساژت) قومی از سکاها که با حمله به نواحی مرزی ایران به قتل و غارت می‌پرداختند، به سمت شمال شرقی کشور حرکت کرد، میان مرز ایران و سرزمین سکاها رودخانه‌ای بود که لشگریان کوروش باید از آن عبور می‌کردند. هنگامی که کوروش به این رودخانه رسید، تهم‌رییش (تومیریس) ملکهٔ سکاها به او پیغام داد که برای جنگ دو راه پیش رو دارد یا از رودخانه عبور کند و در سرزمین سکاها به نبرد بپردازند یا اجازه دهند که لشگریان سکا از رود عبور کرده و در خاک ایران به جنگ بپردازند. کوروش این دو پیشنهاد را با سرداران خود در میان گذاشت. بیشتر سرداران ایرانی، جنگ در خاک ایران را برگزیدند، اما کرزوس امپراتور سابق لیدیه و دایی مادر کوروش که تا پایان عمر، به عنوان یک مشاور به کوروش وفادار ماند، جنگ در سرزمین سکاها را پیشنهاد کرد. کوروش نظر کرزوس را پذیرفت و از رودخانه عبور کرد. نخست عده‌ای از جنگاوران ماساگت‌ها به رهبری سپارگاپیس فرزند ملکه، به دسته‌ای از سربازان لشکر کوروش که از بقیه جدا افتاده‌بودند، حمله کرده و همه را به خاک هلاکت انداختند. بعد از آن پیروزی آن‌ها بر سفرهٔ طعام بازمانده از لشکر کوروش نشسته و با اشتیاق فراوان آنقدر خوردند و نوشیدند که مست و بیهوش شدند. پارسیان در این هنگام وقت را غنیمت شمرده بر سر آن‌ها ریختند و سپارگاپیس را اسیر کردند. سپارگاپیس وقتی به هوش آمد و خود را اسیر دید، از کوروش استدعا کرد که غل و زنجیر از او بردارند. کوروش این تقاضا را اجابت کرد. وقتی دستان او آزاد شد، از شدت ننگ و عار خود را درجا کشت. بعد از جنگی بین دو سپاه درگرفت که از جهات شدت و خشونت در میان سایر اقوام سابقه نداشت و عاقبت ماساگت‌ها غلبه کردند و خود کوروش نیز کشته‌شد.
بروسوس (مورخ کلدانی) در ۲۸۰ پیش از میلاد آورده‌است که کوروش در جنگ با طوائف داهه (دها، یکی از عشایر سکایی) کشته شده‌است. از قول کتزیاس پزشک دربار هخامنشی آمده‌است که کوروش در اثر جراحاتی که در جنگ با دربیک‌ها (به انگلیسی: Derbike) به او وارد آمده‌بود، کشته شده‌است. آن‌ها فیل‌هایشان را رها کردند، اسب کوروش رم کرده و کوروش بر زمین افتاد. یکی از سربازان هندی که با دربیک‌ها متحد بودند، زوبینی به ران او انداخته‌است و کوروش را به خیمه‌اش بردند و او در اثر این زخم بعد از سه روز درگذشته‌است.
اینکه هر سه قوم یاد شده، در بالا از طوایف سکاها بوده‌اند، نشان می‌دهد که آخرین جنگ‌های کوروش با طوایف سکاها بوده‌است اما به نوشته زرین‌کوب بعید به نظر می‌رسد که وی در این جنگ‌ها کشته شده‌باشد. مخصوصاً در روایت هرودوت بسیار بعید می‌رسد که باقیماندهٔ سپاه شکست خورده توانسته باشند، جسد بدون سر او را برای دفن به پاسارگاد بیاورند. بر طبق روایت‌های گزنفون و استرابون این جنگ‌ها به کشته شدن کوروش منجر نشده‌است و وی به مرگ طبیعی وفات یافته‌است. در هر حال راجع به پایان کارش، هیچ روایتی را از روی قطع بر روایت دیگر، نمی‌توان ترجیح داد.

## روایت کتزیاس
کتزیاس مورخ دیگر یونانی جنگ کوروش را با قومی به نام دِربیک به پادشاهی آمُرّایوس گزارش کرده‌است. دربیک‌ها توانستند با فیل‌های جنگی خود سواره‌نظام ایرانیان را محاصره کنند و کوروش بزرگ از اسب به زیر افتاده و یک جنگجوی هندی — که از متحدین دربیک‌ها بودند — او را با زوبینی که به رانش می‌خورد، مجروح می‌کند. روز بعد «آمورگِس» پادشاه سکائی به کمک ایرانیان آمده و آن‌ها فاتح شده و دربیک‌ها مطیع می‌شوند اما کوروش چند روز بعد پس از وصیت به اطرافیان خود و تعیین کمبوجیه به عنوان جانشین خود می‌میرد.

## روایت برس کلدانی
از بروسوس مورخ کلدانی نقل قول شده که کوروش در نبرد با قوم داها کشته شد. داها از اقوام ساکن اطراف گرگان بوده‌اند.

## روایت تروگ پمپه‌ای
تروگ پمپه‌ای مورخ رومی هم روایتی مشابه هرودوت را اتخاذ کرده با این تفاوت که می‌نویسد سپاه ۲۰۰ هزار نفرهٔ کوروش در گردنه‌های کوهستان به محاصرهٔ سپاه ملکه ماساژت‌ها درآمده و تمامی آن‌ها نابود شده‌اند و حتی یک نفر هم زنده نمی‌ماند تا خبر این واقعه را ایرانیان برساند.

## روایت گزنفون
گزنفون مورخ یونانی مرگ کوروش را در کتاب کوروش‌نامه به شکل طبیعی و در پارس گزارش داده. به گفتهٔ او کوروش در خواب از مرگ خود مطلع می‌شود و پس از نیایش و وصیت‌هایی به نزدیکان و دوستان و بزرگان کشور از دنیا می‌رود. روایت گزنفون در مورد مرگ کوروش به داستان‌های اساطیری مربوط به مرگ کیخسرو پادشاه کیانی شباهت دارد.